# Пшибиславиці (Опатовський повіт)
Пшибиславиці (пол. Przybysławice) — село в Польщі, у гміні Ожарув Опатовського повіту Свентокшиського воєводства.
Населення — 206 осіб (2011).
У 1975—1998 роках село належало до Тарнобжезького воєводства.

## Демографія
Демографічна структура на день 31 березня 2011 року:
|          | Загалом | Допрацездатний вік | Працездатний вік | Постпрацездатний вік |
| -------- | ------- | ------------------ | ---------------- | -------------------- |
| Чоловіки | 98      | 22                 | 67               | 9                    |
| Жінки    | 108     | 22                 | 56               | 30                   |
| Разом    | 206     | 44                 | 123              | 39                   |